# Три богатирі

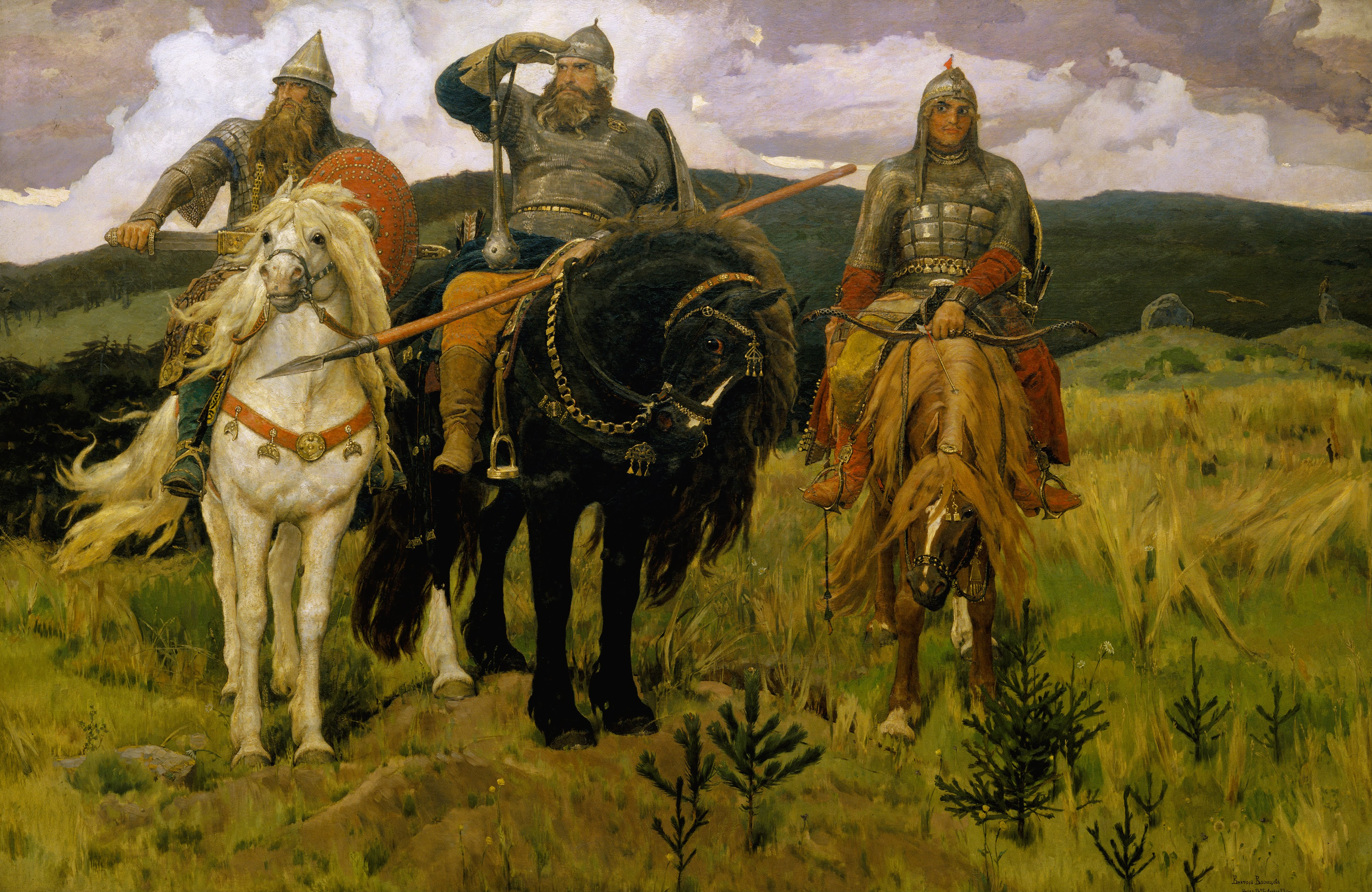
В. М. Васнєцов. «Богатирі» (зліва направо: Добриня Микитич, Ілля Муромець (Печерський) та Олешка Попович).

Три богатирі — збірна назва головних героїв руських билин, богатирів: Іллі Муромця, Добрині Микитича та Олешка Поповича.
У деяких билинах та стародавніх оповідях богатирі присутні разом: «На заставі богатирській», де вони охороняють підступи до Києва. У билині «Добриня Микитич і з ним Тугарин змій» богатир Олешка Попович зникає іншою дорогою, а повернувшись потім назад він спробує одружитися з дружиною зниклого Добрині Микитича, збрехавши при цьому попам, що його бачили мертвим. Насправді, вони раніше ніколи в дорозі не зустрічалися. Їх поділяли добрі півстоліття — Добриня Микитич жив у XI столітті, Ілля Муромець-Печерський — у X столітті, Олешка Поповича у той самий період, тобто раніше, ніж воєвода.
Наголошуються характерні архаїчні релікти в описах всіх трьох богатирів; у всіх цих персонажах просвічують їх колишні тісніші зв'язки з хтонічною породою у стихії, і тому при глибокій реконструкції три билинні герої можуть бути зіставлені з казковою тріадою — Гориня, Дубиня та Усиня. З іншого боку, відомі ототожнення трьох богатирів з історичними прототипами (силач-монах Ілля Печерський, воєвода Добриня, пирятинського боярина Поповича). Можливо, знамениті воїни, які чимось вразили уяву сучасників, у міру розвитку епосу відірвалися від свого історичного ґрунту і замістили набагато давніших міфологічних героїв.